# Yutaka Kanai
Yutaka Kanai (jap. 金井 豊, Kanai Yutaka; * 16. Oktober 1959; † 23. August 1990) war ein japanischer Langstreckenläufer.

## Leben
Bei den Olympischen Spielen 1984 in Los Angeles kam er über 10.000 m auf den siebten Platz.
1986 wurde er Sechster beim London-Marathon. Über 5000 m wurde er nationaler Meister und gewann Bronze bei den Asienspielen in Seoul. 1988 und 1989 wurde er Neunter beim Fukuoka-Marathon.
1990 kam er bei einem Verkehrsunfall ums Leben.
Yutaka Kanai war Absolvent der Waseda-Universität und startete für das Firmenteam von S & B Foods (esubī shokuhin).

## Persönliche Bestleistungen
- 10.000 m: 27:55,05 min, 2. Juli 1985, Stockholm
- 20.000 m: 58:01,8 min, 11. Mai 1985, Odawara
- 30.000 m: 1:33:52,9 min, 22. März 1981, Christchurch
- Marathon: 2:12,51 h, 4. Dezember 1988, Fukuoka